# Freddy Pepelnjak
Pour les articles homonymes, voir Pepelnjak.
Pas d'image ? Cliquez ici

a Compétitions nationales et continentales officielles uniquement.

Dernière mise à jour le 25 janvier 2022.
Freddy Pepelnjak, né le 16 juin 1957 à Lens est un joueur français de rugby à XV, ayant évolué au poste de deuxième ligne et de troisième ligne centre.
Il est le frère de Willy.

## Biographie
Freddy Pepelnjak débute en équipe première du FCG lors de la saison 1977-78.
Le club grenoblois est en groupe B, une deuxième division qui ne veut pas dire son nom.
Bon preneur de balle en touche, il permet aux Isérois de remonter en 1979 et de revenir au sommet de la hiérarchie nationale terminant 1er de la saison régulière (sur les 40 clubs engagés) en 1981 et second les deux années suivantes sans pour autant confirmer en phases finales.
Fin 1981, il est sélectionné avec l'équipe des Alpes qui au stade Charles-Berty de Grenoble réussira l'exploit de battre les All Blacks qui essuieront là leur seule défaite (16-18) de toute leur tournée européenne.
Il joue au total onze saisons au FC Grenoble, jouant notamment deux finales du Challenge Yves du Manoir, une première en 1986, perdu 22-15 contre l'AS Montferrand puis une seconde en 1987 gagné 26-7 contre le SU Agen.
Il met un terme à sa carrière une saison plus tard.

## Palmarès
- Championnat de France de première division :
  - Demi-finaliste (1) : 1982
- Challenge Yves du Manoir :
  - Vainqueur (1) : 1987
  - Finaliste (1) : 1986
- Coupe de France :
  - Demi-finaliste (2) : 1985 et 1986